# Myrtle McAteer
Myrtle McAteer, ameriška tenisačica, * 12. junij 1878, Pittsburgh, ZDA, † 26. oktober 1952, Los Angeles.
Trikrat je osvojila turnir za Nacionalno prvenstvo ZDA. Enkrat v posamični konkurenci leta 1900, ko je v finalu premagala Edith Parker. V finale se je uvrstila tudi leta 1901, ko jo je premagala Elisabeth Moore. V konkurenci ženskih dvojic je turnir osvojila v letih 1899 z Jane Craven in 1901 z Juliette Atkinson, v finalu je nastopila še leta 1900. Leta 1901 se je uvrstila tudi v finale turnirja mešanih dvojic skupaj s Clydom Stevensom.

## Finali Grand Slamov

### Posamično (2)

#### Zmage (1)
| Leto | Turnir                   | Nasprotnica v finalu | Rezultat finala |
| 1900 | Nacionalno prvenstvo ZDA | Edith Parker         | 6–2, 6–2, 6–0   |

#### Porazi (1)
| Leto | Turnir                   | Nasprotnica v finalu | Rezultat finala         |
| 1901 | Nacionalno prvenstvo ZDA | Elisabeth Moore      | 6-4, 3-6, 7-5, 2-6, 6-2 |

### Ženske dvojice (3)

#### Zmage (2)
| Leto | Turnir                       | Partnerica        | Nasprotnici v finalu         | Rezultat finala |
| 1899 | Nacionalno prvenstvo ZDA     | Jane Craven       | Maud Banks Elizabeth Rastall | 6–1, 6–1, 7–5   |
| 1901 | Nacionalno prvenstvo ZDA (2) | Juliette Atkinson | Marion Jones Elisabeth Moore | b.b.            |

#### Porazi (1)
| Leto | Turnir                   | Partnerica  | Nasprotnici v finalu         | Rezultat finala |
| 1900 | Nacionalno prvenstvo ZDA | Marie Wimer | Hallie Champlin Edith Parker | 9–7, 6–2, 6–2   |

### Mešane dvojice (1)

#### Porazi (1)
| Leto | Turnir                   | Partnerica    | Nasprotnici v finalu        | Rezultat finala |
| 1901 | Nacionalno prvenstvo ZDA | Clyde Stevens | Marion Jones Raymond Little | 4–6, 4–6, 5–7   |